# Villers-sous-Chalamont
Villers-sous-Chalamont is een gemeente in het Franse departement Doubs (regio Bourgogne-Franche-Comté) en telt 250 inwoners (1999). De plaats maakt deel uit van het arrondissement Pontarlier.

## Geografie
De oppervlakte van Villers-sous-Chalamont bedraagt 21,7 km², de bevolkingsdichtheid is 11,5 inwoners per km².

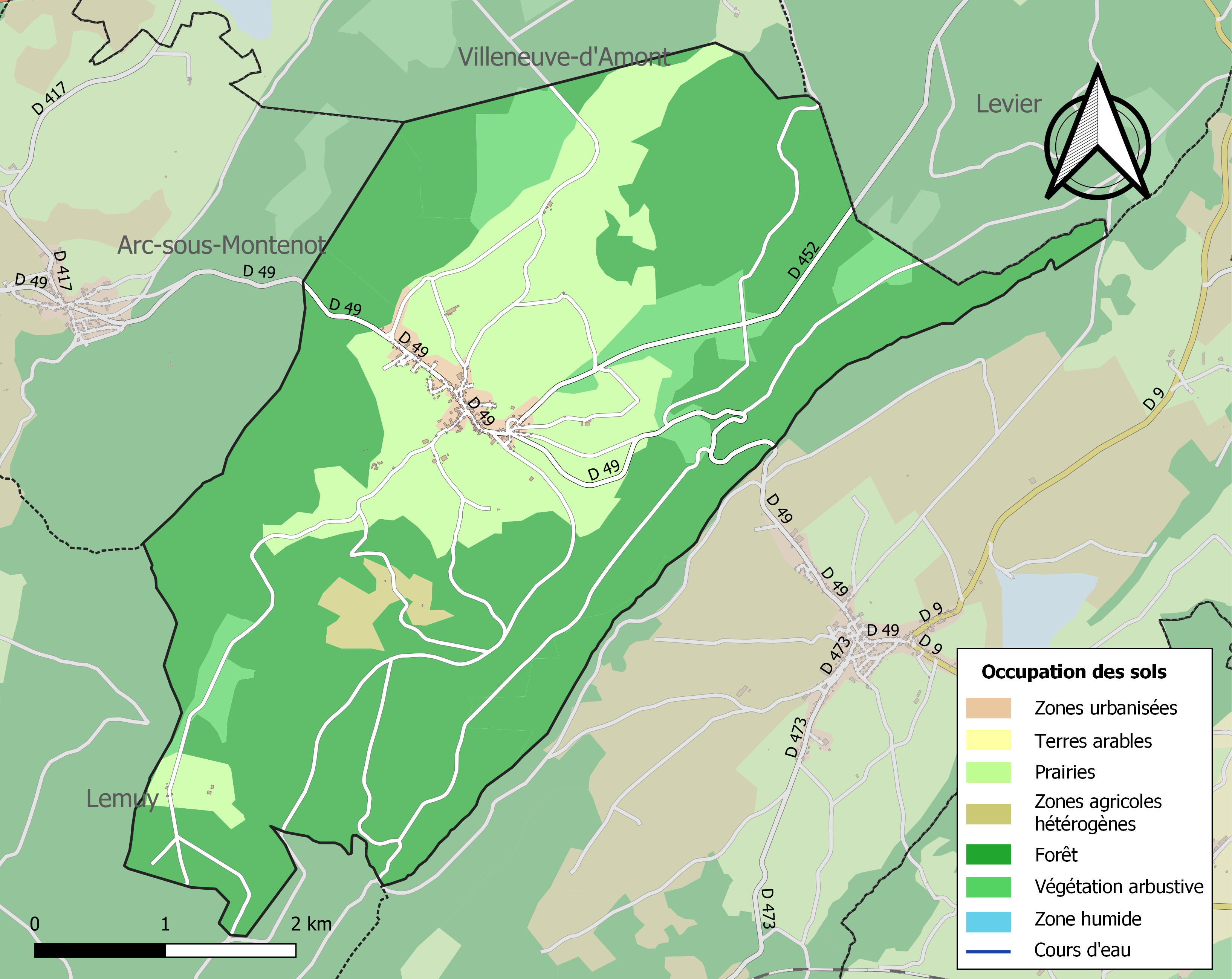
Kaart van de gemeente met de belangrijkste infrastructuur, bodemgebruik en omliggende gemeenten

## Demografie
Onderstaande figuur toont het verloop van het inwonertal (bron: INSEE-tellingen).